# Savatage
Savatage là một nhóm Rock theo phong cách Progressive Heavy Metal được thành lập bởi hai anh em Jon Oliva và Criss Oliva vào năm 1979 tại thành phố Tarpon Springs thuộc bang Florida. Nhóm được biết tới với rất nhiều concept album. Mặc dù được biết như một nhóm theo phong cách Progressive Heavy Metal, phong cách ban đầu của nhóm là Classic Heavy Metal và Power Metal, như được thể hiện trong album đầu tay Sirens. 
Ngày 17 tháng 10 năm 1993, khoảng 6 tháng sau khi album phòng thu thứ 7  Edge of Thorns phát hành, tay guitar chính Criss Oliva qua đời ở tuổi 30 trong một vụ tai nạn xe hơi. Anh trai Criss là Jon cùng với nhà sản xuất Paul O'Neill của nhóm quyết định tiếp tục hoạt động để tưởng nhớ tới anh. Nhóm phát hành thêm 4 album phòng thu nữa và trải qua nhiều lần thay đổi thành viên trước khi ngừng hoạt động. Nhóm ngưng hoạt động kể từ lần phát hành album cuối cùng năm 2001, và không còn biểu diễn chung từ năm 2002. Vài thành viên chủ chốt của nhóm tập trung vào dự án thương mại thành công hơn, Trans-Siberian Orchestra.
Năm 2015, Savatage có màn tái hợp chớp nhoáng trên sân khấu đại hội âm nhạc heavy metal Wacken Open Air. Nhóm dự kiến chính thức trở lại với album mới sau 23 năm và tổ chức lưu diễn trong năm 2024. 

## Lịch sử ban nhạc
Khởi đầu, ban nhạc có tên là Avatar và có thu một số bài hát trong một vài đĩa LP 
Năm 1983, vì một số lý do về pháp luật, cái tên Avatar được đổi thành Savatage, ban nhạc ra mắt album đầu tay - Sirens.

## Thành viên hiện tại
- Damond Jiniya – ca sĩ chính
- Jon Oliva - ca sĩ, guitar, keyboards (drums on "Handful of Rain")
- Chris Caffery - guitar, hát đệm
- Al Pitrelli - guitar
- Johnny Lee Middleton – bass
- Jeff Plate – trống

## Các thành viên khác
- Criss Oliva – guitar (1979-1993)
- Steve Wacholz – trống (1980-1993)
- Keith Collins – guitar bass (1981-1985)
- Zachary Stevens – ca sĩ chính (1992-2000)
- Alex Skolnick - guitar (1994)
- Jack Frost – guitar (2001-2002)

## Các albums của Savatage
- Sirens (1983)
- Power of the Night (1985)
- Fight for the Rock (1986)
- Hall of the Mountain King (1987)
- Gutter Ballet (1989)
- Streets: A Rock Opera (1991)
- Edge of Thorns (1993)
- Handful of Rain (1994)
- Dead Winter Dead (1995)
- The Wake of Magellan (1998)
- Poets and Madmen (2001)